# تپه قارنا
تپه قارنا مربوط به هزاره اول قبل از میلاد است و در شهرستان نقده، بخش مرکزی، روستای قارنا واقع شده و این اثر در تاریخ ۷ مهر ۱۳۸۱ با شمارهٔ ثبت ۶۲۲۸ به‌عنوان یکی از آثار ملی ایران به ثبت رسیده است.